# 水尾村 (滋賀県)
水尾村（みずおむら）は、滋賀県高島郡にあった村。現在の高島市南東部、鴨川の河口部を除く下流域にあたる。

## 地理
- 山岳：阿弥陀山
- 河川：鴨川

## 歴史
- 1889年（明治22年）4月1日 - 町村制の施行により、鴨村・野田村・宮野村・武曽横山村の区域をもって発足。
- 1943年（昭和18年）4月29日 - 大溝町・高島村と合併して高島町が発足。同日水尾村廃止。

## 交通

### 鉄道路線
- 江若鉄道
  - 江若鉄道線
    - 水尾駅

現在は旧村域を湖西線が通過している。

### 道路
- 西近江路（現・国道161号）